# Slaget vid Gataskogen
Slaget vid Gataskogen utkämpades vid Gataskogen väster om Enköping den 3 mars år 1365. Slaget var en del av maktkampen om den svenska kronan. Stridande parter var, å ena sidan exkung Magnus Eriksson och hans nyligen avsatte son Håkan Magnusson, å andra sidan Albrekt av Mecklenburg, som nyligen hade valts till kung i Sverige, samt dennes legoknektar.
Slaget innebar seger för Albrekt av Mecklenburg och Magnus Eriksson togs till fånga. Kung Albrekt hade därmed säkrat sitt maktinnehav.